# Pseuderanthemum ludovicianum
Pseuderanthemum ludovicianum är en akantusväxtart som först beskrevs av Büttn., och fick sitt nu gällande namn av Gustav Lindau. Pseuderanthemum ludovicianum ingår i släktet Pseuderanthemum och familjen akantusväxter. Inga underarter finns listade i Catalogue of Life.